# سیارک ۱۰۰۲۲
سیارک ۱۰۰۲۲ (به انگلیسی: 10022 Zubov، نامگذاری:1979SU2) ده هزار و بیست و دومین سیارک کشف شده‌است که در ۲۲ سپتامبر ۱۹۷۹ کشف شد.
قدر مطلق سیارک برابر ۱۳٫۸۰ است.